# حسن حاكم
حسن حاكم (26 يونيو 1929 - 11 يوليو 1998)، فنان تشكيلي ورسام كاريكاتير سوداني-مصري. وأول من قدم أفلام الرسوم المتحركة للسينما المصرية عام 1959.

## حياته
هاجر أهله من قرية شبا في شمال السودان، فتربى في مصر وترعرع فيها بين مدينة أنشاص الصغيرة ومدينة القاهرة. أراد له والده الذى كان يعمل في سلك العسكريه أن يكون ضابطا وعسكريآ مثله، غير أن حسن فضل الفن والرسم، والتحق بدراسة الفن. وحصل على بكالوريوس كلية الفنون الجميلة عام 1958. كان حسن من أوائل الفنانين الذين عملوا في مجال الرسوم المتحركة في مصر بفيلم (مغامرات تيتى ورشوان) بالإشتراك مع صديقيه الفنانين عبد الحليم البرجيني ومصطفى حسين.
عمل رساما للكاريكاتير السياسي بجريدة الجمهورية عام 1952 وجريدة المساء 1956. اختير للعمل بالتلفزيون الألماني 1960. في عام 1966 عمل حسن بمجلة " العربي " في الكويت مخرجاً ورساما وكانت داره في الكويت بمثابة منتدى يؤمه الفنانون والكتاب والأدباء وأهل الصحافه من مصر والسودان لأكثر من عشرين عامآ، سواء أولئك المقيمين في الكويت أو الذين يزورونها. وبالمثل فإن داره في القاهرة (بعد عودته من الكويت) ظلت مفتوحة للزملاء الذين عاصرهم  في الصحف والمجلات المصريه منذ منتصف الأعوام الخمسينات. وسواء في القاهره أم في الكويت فقد استضافت داره الكثير من أعلام الفن والأدب والصحافه مثل مصطفى حسين، والفنان التشكيلي نصر الدين طاهر والشعراء عبد الرحمن الأبنودي ومحمد الفيتوري وجيلي عبد الرحمن وصديقه الراحل حسني زكي، والكاتب محمود السعدني وصديقه الإعلامي محمد مرعي والفنان محمد حمام وغيرهم.

## جوائز
جائزة مصطفى أمين لأحسن رسام كاريكاتير 1992.